# Polymerázová řetězová reakce

Schéma PCR

Polymerázová řetězová reakce (PCR, anglicky polymerase chain reaction) je metoda rychlého a snadného zmnožení úseku DNA založená na principu replikace nukleových kyselin. Úseky DNA, které se mají namnožit (amplifikovat), musí být ohraničeny na začátku a na konci tzv. primery (krátkými oligonukleotidy DNA). PCR slouží k vytvoření až mnoha milionů exaktních kopií vzorového fragmentu DNA o maximální délce 10 tisíc nukleotidů (v některých případech bylo dosaženo délky až 40 tisíc), což umožňuje provést analýzu DNA i z velmi malého vzorku. K syntéze nového vlákna DNA se používá nejčastěji termostabilní DNA polymeráza bakterie Thermus aquaticus, odtud označení Taq polymeráza. PCR probíhá v zařízení zvaném termocykler, které je zkonstruováno tak, aby dokázalo během několika sekund zvýšit nebo snížit teplotu o několik desítek stupňů Celsia.
Metody se využívá nejenom k vědeckým potřebám, ale dnes již běžně k laboratorní diagnostice některých dědičných a infekčních nemocí, dále ke kontrole potravin, pro zjišťování přítomnosti geneticky modifikovaných surovin v nich nebo pro účely identifikace osob v kriminalistice či genetické genealogii.
Výsledkem PCR je obrovské množství kopií původní sekvence DNA. Metoda je tak citlivá, že dokáže odhalit i jedinou molekulu DNA ve vzorku.

## Postup
PCR sestává z několika kroků.
1. Denaturace – DNA se po dobu 20–30 sekund zahřívá na teplotu 94–98 °C. Při této teplotě dochází k rozrušení vodíkových můstků v molekule DNA a k rozvolnění dvoušroubovice. Vzniká tak jednovláknová DNA, na kterou mohou v dalším kroku nasednout primery.
2. Nasednutí primerů – teplota se sníží na 50–65 °C, což umožňuje nasednutí primerů na specifická místa DNA. Na dvouvláknové úseky DNA-primer se váže DNA polymeráza.
3. Syntéza DNA – teplota použitá v této fázi závisí na použité DNA polymeráze. Nejběžnější Taq polymeráza má optimum aktivity na 75–80 °C. V tomto kroku dochází k samotné syntéze DNA. Ve směru od 5' konce ke 3' konci přirůstá vlákno DNA komplementární k původní molekule DNA.

Tyto kroky se cyklicky opakují, pro dostatečnou amplifikaci původní molekuly DNA obvykle postačuje 30 cyklů. V případě, že na začátku byla ve vzorku pouze jediná molekula DNA, po 32 cyklech teoreticky dostaneme až 1 miliardu syntetizovaných molekul DNA.

## Využití
- Namnožení konkrétního úseku DNA pro další biotechnologické metody, jako je:
  - Sekvenování DNA
  - Vytváření fylogenetických stromů podle DNA
  - Analýza genů
- Kvantifikace množství cílové sekvence v celém vzorku (qPCR)
- Analýza genové exprese (RT-PCR)
- Vnášení mutací do vzorků
- Identifikace dědičných chorob
- Jednoznačná identifikace osob metodou genetické daktyloskopie
- Diagnostika infekčních nemocí
  - Zjištění přítomnosti úseku genetické informace DNA nebo RNA (např. pro zjištění virové nebo bakteriální nákazy),[2] tzv. test PCR.

## Varianty
Existuje mnoho různých typů a uspořádání PCR, u nichž záleží na jejich účelu či podmínkách, za kterých se dané varianty provádí.
- Klasická PCR: Nejčastěji používané uspořádání PCR, které se běžně využívá k amplifikaci DNA.

- Real-time PCR neboli též kvantitativní PCR (qPCR): Tento typ PCR umožňuje sledovat amplifikaci cílové DNA v reálném čase. K měření množství amplifikované DNA během cyklů PCR využívá qPCR buď fluorescenční sondy, jako je TaqMan sonda či fluorescenční barviva, například EvaGreen. Real-time PCR může být využita jak kvantitativně, tak i semikvantitativně.
- Digitální PCR (dPCR): Při této variantě PCR dochází k rozdělení vzorku (templátové DNA) na mnoho malých oddělených kapiček, ve kterých probíhá vlastní reakce. Tato reakce je následně detekovatelná již při nízkých koncentracích amplifikované DNA[3].
- Hot start PCR: Hot start PCR je metoda zlepšující nedostatky klasické PCR, jako je tvorba nespecifických produktů, a tedy zlepšuje celkovou specifitu amplifikace. Zatímco při běžné PCR reakci se všechny složky směsi smíchají dohromady a reakce se spustí přidáním teplákové DNA, u hot start PCR dochází ke zpoždění účinku polymerázy do té doby, dokud není reakční směs ohřátá na určitou teplotu. Tímto se zamezí vazbě primerů na nespecifická místa s podobnou sekvencí jako je cílová sekvence[4].
- Multiplex PCR: U této varianty PCR je možné amplifikovat více cílových sekvencí současně v jedné reakci. Multiplex PCR se využívá hlavně k detekci více než jednoho genu v jednom vzorku DNA. K produkci amplikonů o různých velikostech je využito několik specifických sad primerů. Přičemž jednotlivé primery jsou navrženy tak, aby byli schopné amplifikovat specifický segment templátové DNA. To, že se takto navržené primery vážou na různá místa na cílové DNA, vede k umožnění amplifikace více sekvencí v jediné reakci[5].
- Nested PCR: Ke zvýšení citlivosti a specifity amplifikace DNA se využívá takzvaná nestel PCR. Jedná se o metodu, která využívá 2 páry primerů. První z nich je navržen tak, aby bylo možné namnožit širší oblast zájmu templátové DNA. Takovému průměru se říká širší primer. Zatímco druhý primer, takzvaný vnitřní, je navržen přímo dovnitř již amplifikované části DNA a je tedy schopný zesílit specifitu reakce. Jednoduše řečeno se jedná o uhnízděni do předešle amplifikované DNA[6].
- Reverzní PCR (RT-PCR): Metoda RT-PCR se využívá k detekci a kvantifikaci různých RNA sekvencí. Jedná se o kombinaci dvou metod, přičemž první z nich je převedení RNA na komplementární DNA (cDNA) pomocí enzymu reverzní transkriptázy. A dále dochází k amplifikaci cDNA pomocí PCR.

## Objev PCR
Metodu PCR vyvinul roku 1983 Kary Mullis, v době, kdy pracoval jako vědec pro společnost Cetus Corporation. Svůj objev popisuje tak, že během cesty po dálnici 128 ze San Francisca do Mendocino County ho náhle polymerázová řetězová reakce napadla tak jasně, jako by ji měl v hlavě nakreslenou na tabuli. Od Cetusu za tento nápad obdržel bonus ve výši 10 000 dolarů, přičemž firma technologii později prodala firmě Roche za 300 milionů dolarů. Mullis sám za vynález PCR obdržel v roce 1993, deset let po své cestě ze San Francisca do Mendocina, Nobelovu cenu za chemii.
Teoreticky byla tato metoda popsána již v roce 1971, ale Kary Mullis byl první, kdo ji byl schopen realizovat. Jeho přínos spočívá mimo jiné v rozpoznání exponenciálního průběhu amplifikace DNA.